# Treat 'Em Rough
Treat 'Em Rough (Brasil: Patrulhando ) é um filme de faroeste norte-americano de 1919 estrelado por Tom Mix e dirigido por Lynn Reynolds, que também escreveu o roteiro baseado em um romance de Charles Alden Seltzer. O elenco de apoio inclui Jane Novak e Val Paul. As filmagens ocorreram em Prescott, Arizona. Mix interpreta um pistoleiro que é contratado para deter uma quadrilha de ladrões de gado.

## Elenco
- Tom Mix - Ned Ferguson
- Jane Novak - Mary Radford
- Val Paul - Ben Radford
- Charles Le Moyne - Dave Leviatt
- Jack Curtis - John Stafford

## Estado de conservação
O estado de conservação do filme é classificado como desconhecido, que sugere presumidamente ser um filme perdido.